# Берн, Томас
Томас Кристофер Берн (англ. Thomas Christopher (Tommy) Burn, 29 ноября 1888, Спиттал, Нортамберленд — 23 июля 1976, Sea Point, Западно-Капская провинция) — английский футболист, защитник. Олимпийский чемпион 1912 года.

## Биография
Томас Берн родился 29 ноября 1888 года в британской деревне Спиттал в Англии.
Играл в футбол за «Лондон Каледонианс», в составе которых провёл до Первой мировой войны 12 международных любительских матчей.
В 1912 году вошёл в состав сборной Великобритании по футболу на летних Олимпийских играх в Стокгольме и завоевал золотую медаль. Играл на позиции правого защитника, провёл 3 матча, мячей не забивал.
По ошибке был объявлен погибшим в бою Первой мировой войны в 1916 году, однако это оказался его тёзка.
В 1920 году участвовал в турне сборной Футбольной ассоциации Англии по Южной Африке, куда впоследствии эмигрировал.
Умер 23 июля 1976 года.